# Aliados Futebol Clube de Lordelo
O Aliados Futebol Clube de Lordelo é um clube português, localizado na freguesia de Lordelo, concelho de Paredes, distrito do Porto. O clube foi fundado a 28 de Maio de 1944. Disputa o campeonato distrital da Divisão de Elite da AF Porto. Os seus jogos em casa são disputados no Estádio Cidade de Lordelo.

## Histórico (Atualizado 10/11)
| Nº Presenças      | Títulos                          |
| ----------------- | -------------------------------- |
| Temporadas na 1ª  | 0                                |
| Temporadas na 2ª  | 2                                |
| Temporadas na 2ªB | 5                                |
| Temporadas na 3ª  | 11                               |
| Taça de Portugal  | 2 presenças nos oitavos de final |
| Taça da Liga      | 0                                |

### Classificações
| Escalão          | 00/01 | 01/02 | 02/03 | 03/04 | 04/05 | 05/06 | 06/07 | 07/08 | 08/09 | 09/10 | 10/11 | 11/12 | 12/13 | 13/14 | 14/15 | 15/16 | 16/17 | 17/18 |
| ---------------- | ----- | ----- | ----- | ----- | ----- | ----- | ----- | ----- | ----- | ----- | ----- | ----- | ----- | ----- | ----- | ----- | ----- | ----- |
| Liga ZON Sagres  | -     | -     | -     | -     | -     | -     | -     | -     | -     | -     | -     | -     | -     | -     | -     | -     | -     | -     |
| Liga Orangina    | -     | -     | -     | -     | -     | -     | -     | -     | -     | -     | -     | -     | -     | -     | -     | -     | -     | -     |
| II Divisão       | -     | -     | -     | -     | -     | 12º   | -     | -     | 6º    | 10º   | 11º   | 12º   | -     | -     | -     | -     | -     | -     |
| III Divisão      | -     | -     | -     | 6º    | 1º    | -     | 10º   | 2º    | -     | -     | -     | -     | 1º    | -     | -     | -     | -     | -     |
| 1º Escalão Dist. | -     | -     | 1º    | -     | -     | -     | -     | -     | -     | -     | -     | -     | -     | 5º    | 8º    | 6º    | 9º    | 2º    |
| 2º Escalão Dist. | -     | -     | -     | -     | -     | -     | -     | -     | -     | -     | -     | -     | -     | -     | -     | -     | -     | -     |
| 3º Escalão Dist. | -     | -     | -     | -     | -     | -     | -     | -     | -     | -     | -     | -     | -     | -     | -     | -     | -     | -     |